# Jens Christian Juulsgaard Gammeltoft
Jens Christian Juulsgaard Gammeltoft (19. december 1818 i København - 20. april 1873 i København) var en dansk skolemand og borgmester i København.

## Ungdom
Gammeltoft var yngste søn af grosserer Ole Christian Gammeltoft og Vibeke Marie f. Lund. Han blev født i et velstående og borgerligt handelshjem. Hans far var søn af husmand Christen Jepsen og var opkaldt efter sin fødegård Gammeltoft i Nørlem Sogn ved Lemvig. Han var som ung flyttet til København, hvor han havde skabt en større grosserervirksomhed.
Da Gammeltoft var to år gammel, døde hans far, og hans mor blev efterladt alene med tre små sønner. Gammeltoft fik på trods, ligesom sine to brødre, en god opdragelse. Han blev student fra Borgerdydskolen i 1836, hvorefter han begyndte sine almene studier på Københavns Universitet. Han deltog aktivt i tidens studenterliv og gjorde i sine studieår adskillige bekendtskaber. Dertil var han særdeles begavet og flittig. Han bestod sine eksamener med udmærkelse og fortsatte straks på det teologiske studium, hvorfra han opnåede teologisk attestats i 1841. Følgende år foretog Gammeltoft en studierejse til Berlin, hvor han mødte filosof Søren Kirkegaard og hørte forelæsninger på universitetet hos bl.a. teolog Friedrich Schleiermacher. Ved sin hjemkomst vandt han guldmedaljen for universitetets teologiske prisopgave Om udbyttet af det nye testamentes apokryfe bøger for studiet af kristendommens historie.

## Skolemand
I 1844 blev Gammeltoft ansat som lærer ved Søetatens Drengeskole og udgav samme år et mindre skrift Om akademiske anliggender. Hans interesser var imidlertid fokuseret på hans lærervirksomhed. Han blev forfremmet som overlærer I 1847, men blev samme år ansat som inspektør ved Vestre Betalingsskole, som han styrede med gode lederevner. Han udviklede i disse år en politisk interesse for skolevæsenet og udfærdigede flere bidrag til tidsskriftet Skolens Reform.

## Politisk karriere
I 1856 blev Gammeltoft valgt som borgerrepræsentant i København, hvor han viste sig som en dygtig forhandlingsmand. Udover skolevæsenet involverede han sig endvidere i de finansielle anliggender, hvor han benyttede sin viden om bogholderi fra sit barndomshjem. Han indtrådte i Københavns Magistrat som rådmand og blev i 1860 udnævnt som borgmester for Magistratens 2. afdeling. Gammeltoft ydede stor indflydelse i sin stilling og demonstrerede et stort organisatorisk talent. Først og fremmest bragte han orden i kommunens regnskabsvæsen, som hidtil var decentraliseret og dårligt organiseret. Han var dertil hovedmanden bag indførelsen af den københavnske indkomstskat og styrkede og moderniserede hospitalvæsnet. I hans sidste år ledede han desuden salget af Bøndergodset under Bidstrup og sikrede derved kommunen en stor indtægt.
Gammeltoft var agtet blandt sine underordnede embedsmænd. Han var kendt som en vidende og arbejdsom mand med et grundigt, undersøgende blik. Denne strenge arbejdsmoral hindrede imidlertid ikke, at han tillige var kendt som elskværdig og jovial blandt sine medarbejdere. Hans interesser strakte sig fra hans stillings egentlige arbejdsområder til at omfatte en stor kulturel interesse. Han var således formand for Teaterkommisionen og spillede en vigtig rolle i tilblivelsen af Det Kongelige Teaters nye bygning. Han blev udnævnt justitsråd i 1861 og etatsråd i 1866. Han var Ridder af Dannebrog fra 1862 og Dannebrogsmand fra 1871.
Gammeltoft var svagelig de sidste år af sit liv, men fratrådte ikke sin stilling som borgmester. Han døde 20. april 1873 i sit hjem efter længere tids sygdom og begravedes under stor deltagelse fra Vor Frue Kirke.

## Familie
Gammeltoft giftede sig i 1845 med Cathrine Margrethe Philippine f. Nimb, datter af kontorchef, etatsråd Jørgen Nimb. Parret fik tre sønner, deriblandt direktør for De Danske Sukkerfabrikker, konferensråd Carl Gammeltoft, forpagter på Pugerup sædegård ved Ringsøen i Sverige Johan Julius Gammeltoft  samt en datter Elisabeth Marie Gammeltoft som giftede sig med forretningsfører L. N. Hvidt.